# Paso del Ganado, Tierra Blanca
Paso del Ganado är en ort i Mexiko.   Den ligger i kommunen Tierra Blanca och delstaten Veracruz, i den sydöstra delen av landet, 290 km öster om huvudstaden Mexico City. Paso del Ganado ligger 132 meter över havet och antalet invånare är 327.
Terrängen runt Paso del Ganado är platt, och sluttar österut. Runt Paso del Ganado är det ganska tätbefolkat, med 65 invånare per kvadratkilometer. Närmaste större samhälle är Acatlán de Pérez Figueroa, 19,1 km sydväst om Paso del Ganado. Trakten runt Paso del Ganado består till största delen av jordbruksmark.